# لورمال (مترو باريس)
لورمال (بالفرنسية: Lourmel)‏ هي محطة مترو تابعة لمترو باريس تقع في فرنسا في الدائرة الخامسة عشرة في باريس.[بحاجة لمصدر]

## معرض صور

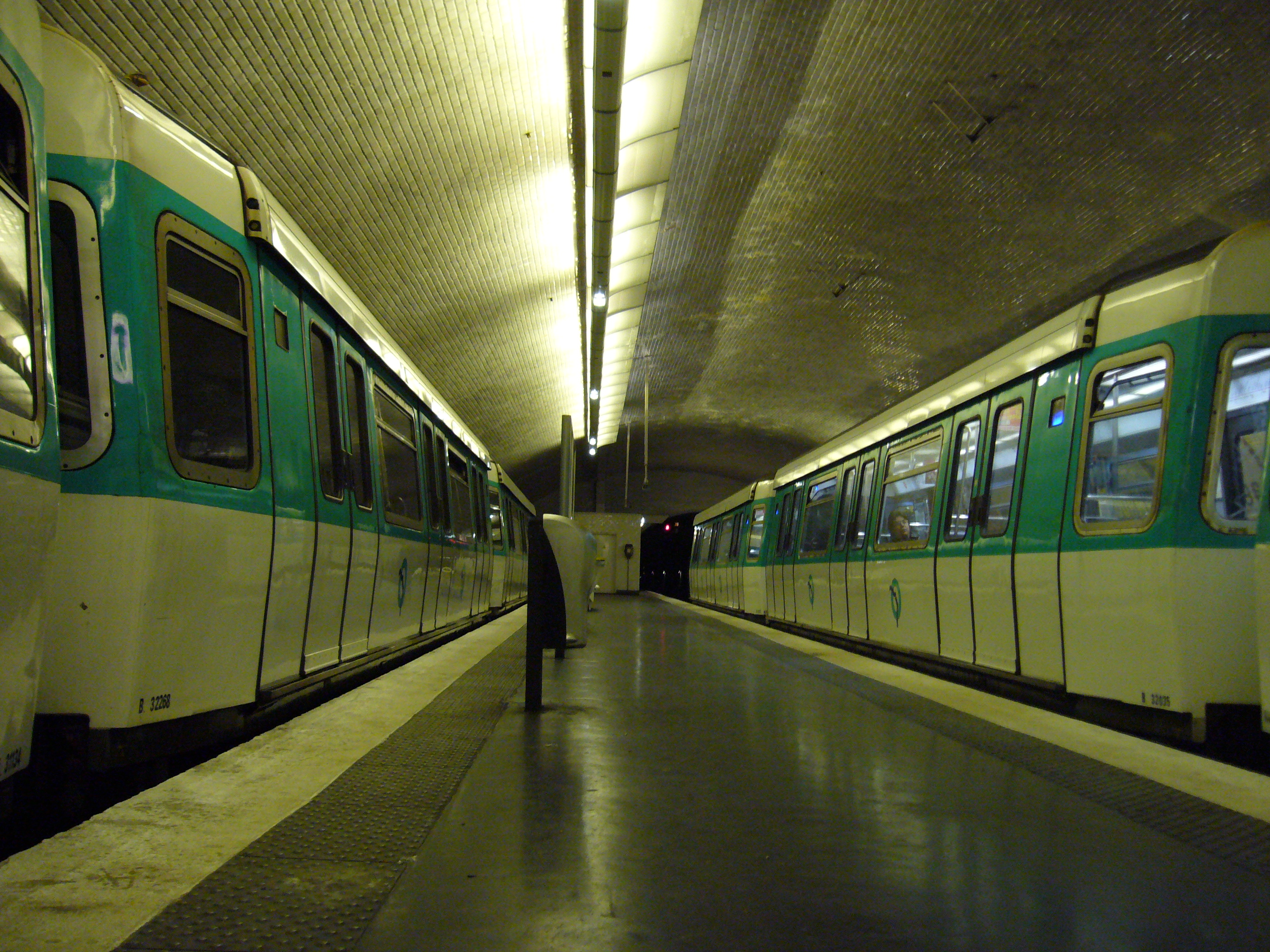
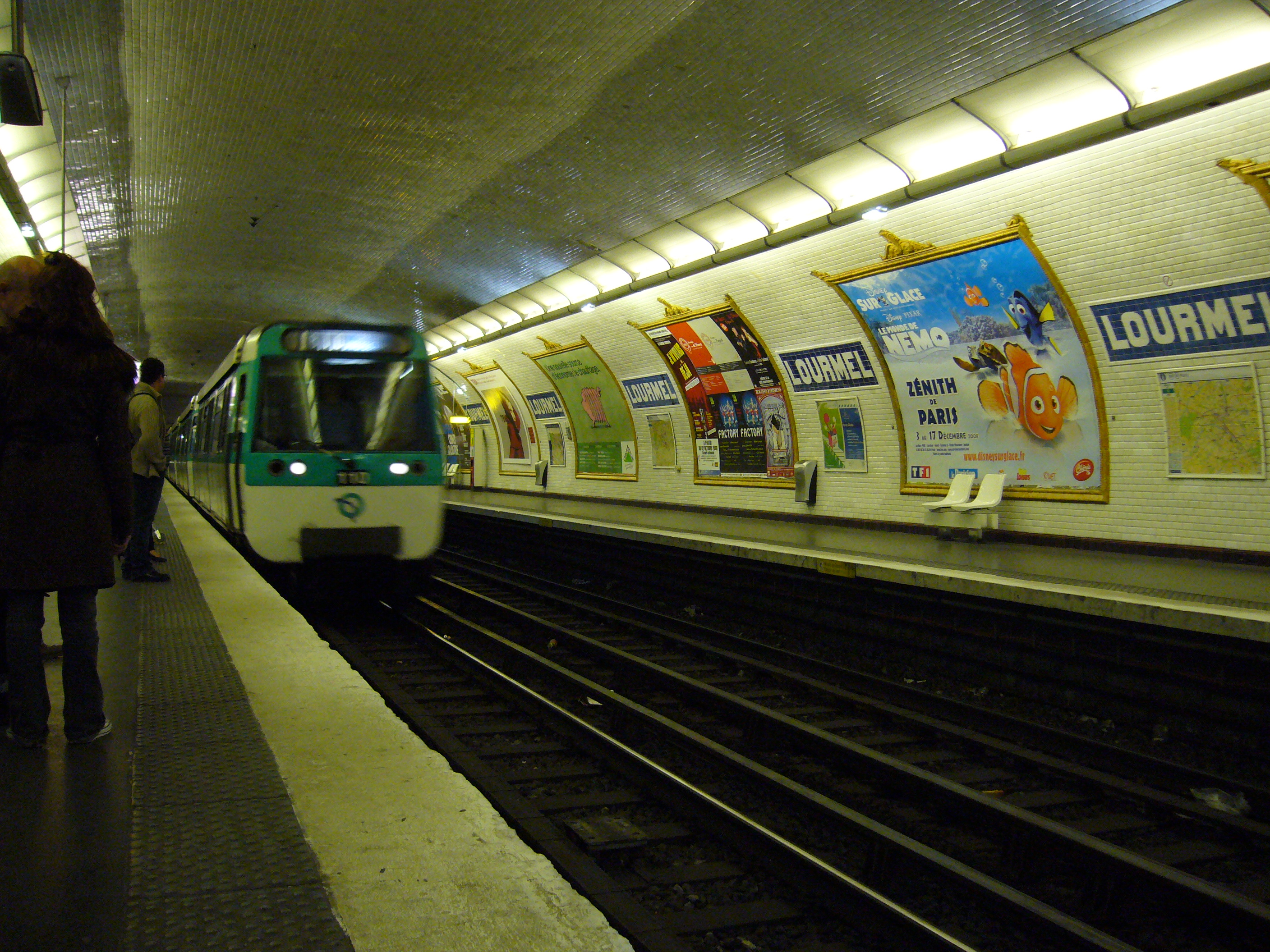
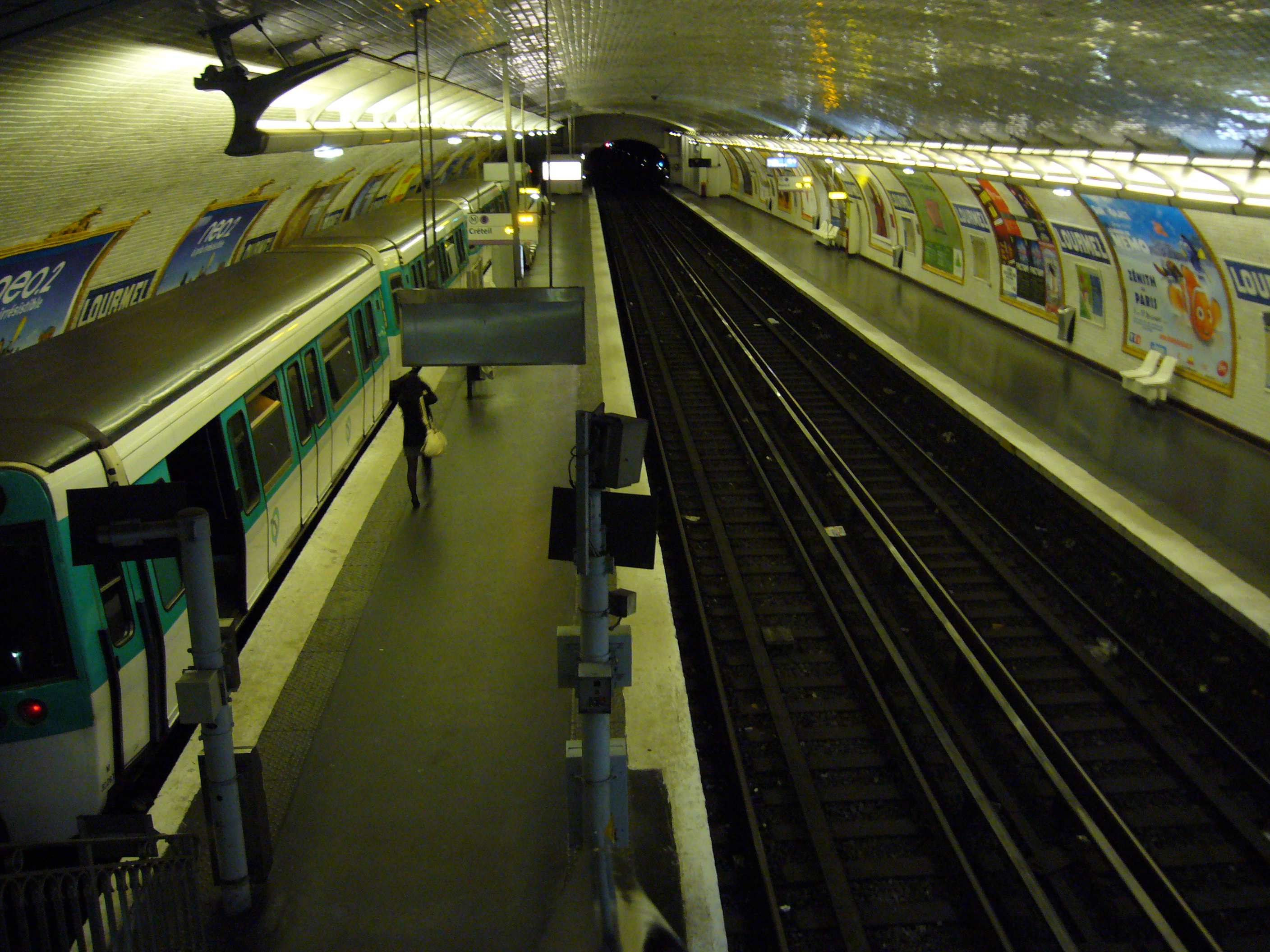
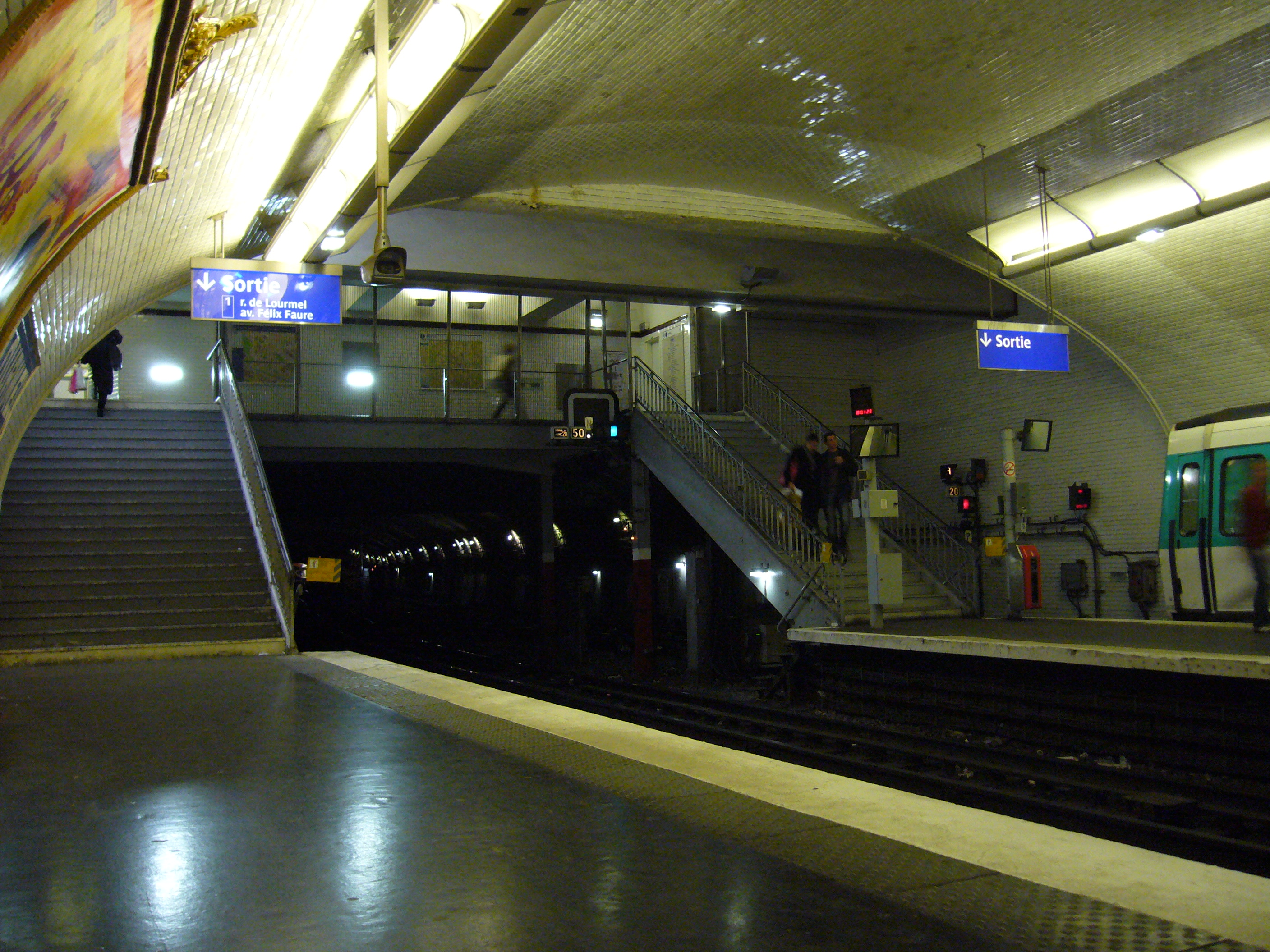